# كلايف غريفين
كلايف غريفين (بالإنجليزية: Clive Griffin)‏ هو موسيقي بريطاني، ولد في القرن العشرين.

## وصلات خارجية
- كلايف غريفين على موقع IMDb (الإنجليزية)
- كلايف غريفين على موقع ميوزك برينز (الإنجليزية)
- كلايف غريفين على موقع أول ميوزيك (الإنجليزية)
- كلايف غريفين على موقع ديسكوغز (الإنجليزية)